# Landtagswahlkreis Dahme-Spreewald II/Oder-Spree I
Der Wahlkreis Dahme-Spreewald II/Oder-Spree I (Wahlkreis 27) ist ein Landtagswahlkreis in Brandenburg. Er umfasst die Stadt Königs Wusterhausen aus dem Landkreis Dahme-Spreewald und aus dem Landkreis Oder-Spree die Stadt Storkow (Mark), die Gemeinde Tauche sowie die Ämter Scharmützelsee und Spreenhagen. Wahlberechtigt waren bei der letzten Landtagswahl 56.996 Einwohner.

## Landtagswahl 2024
Bei der Landtagswahl 2024 wurde Ludwig Scheetz im Wahlkreis direkt gewählt.
Die weiteren Ergebnisse:
| Gegenstand der Nachweisung | Gegenstand der Nachweisung | Erst- stimmen | Erst- stimmen | Zweit- stimmen | Zweit- stimmen |
| Bewerber                   | Partei                     | Anzahl        | %             | Anzahl         | %              |
| -------------------------- | -------------------------- | ------------- | ------------- | -------------- | -------------- |
| Wahlberechtigte            | Wahlberechtigte            | 58.093        | 58.093        | 58.093         | 58.093         |
| Wählende                   | Wählende                   | 42.677        | 73,5 %        | 42.677         | 73,5 %         |
| Ungültige Stimmen          | Ungültige Stimmen          | 582           | 1,4 %         | 325            | 0,8 %          |
| Gültige Stimmen            | Gültige Stimmen            | 42.095        | 98,6 %        | 42.352         | 99,2 %         |
| davon                      |                            |               |               |                |                |
| Ludwig Scheetz             | SPD                        | 15.012        | 35,7 %        | 13.289         | 31,4 %         |
| Benjamin Filter            | AfD                        | 14.003        | 33,3 %        | 12.789         | 30,2 %         |
| Christian Schroeder        | CDU                        | 6.324         | 15,0 %        | 4.699          | 11,1 %         |
| Stefan Brandes             | GRÜNE                      | 740           | 1,8 %         | 1.328          | 3,1 %          |
| Stefan Ludwig              | Die Linke                  | 2.281         | 5,4 %         | 1.067          | 2,5 %          |
| Björn Langner              | BVB/FW                     | 2.997         | 7,1 %         | 1.090          | 2,6 %          |
| –                          | FDP                        | 495           | 1,2 %         | 338            | 0,8 %          |
| –                          | Tierschutzpartei           | -             | -             | 871            | 2,1 %          |
| Andreas Strecker           | Plus (Piraten, ÖDP, Volt)  | -             | -             | 375            | 0,9 %          |
| –                          | BSW                        | -             | -             | 6.094          | 14,4 %         |
| –                          | III. Weg                   | -             | -             | 63             | 0,1 %          |
| –                          | DKP                        | 243           | 0,6 %         | 38             | 0,1 %          |
| –                          | DLW                        | -             | -             | 201            | 0,5 %          |
| –                          | WU                         | -             | -             | 110            | 0,3 %          |

## Landtagswahl 2019
Bei der Landtagswahl 2019 wurde Ludwig Scheetz im Wahlkreis direkt gewählt.
Die weiteren Ergebnisse:
| Direktkandidat        | Partei           | Erststimmen in % | Zweitstimmen in % |
| --------------------- | ---------------- | ---------------- | ----------------- |
| Ludwig Scheetz        | SPD              | 27,3             | 27,6              |
| Christian Schroeder   | CDU              | 13,7             | 13,9              |
| Astrid Böger          | Die Linke        | 12,3             | 11,3              |
| Andreas Kalbitz       | AfD              | 22,9             | 23,8              |
| Anja Grabs            | GRÜNE            | 8,3              | 9,6               |
| Heiko Eisen           | BVB/FW           | 6,6              | 5,5               |
| –                     | PIRATEN          | –                | 0,6               |
| Jasmin Stüwe          | FDP              | 2,9              | 3,6               |
| –                     | ÖDP              | –                | 0,6               |
| –                     | Tierschutzpartei | –                | 3,1               |
| –                     | V-Partei³        | –                | 0,3               |
| EB Katharina Ennullat | –                | 6,0              | –                 |

## Landtagswahl 2014
Bei der Landtagswahl 2014 wurde Klaus Ness im Wahlkreis direkt gewählt.
Die weiteren Wahlkreisergebnisse:
| Direktkandidat    | Partei    | Erststimmen in % | Zweitstimmen in % |
| ----------------- | --------- | ---------------- | ----------------- |
| Klaus Ness        | SPD       | 27,5             | 30,7              |
| Stefan Ludwig     | Die Linke | 22,3             | 20,5              |
| Laura Lazarus     | CDU       | 23,7             | 21,2              |
| Anja Grabs        | GRÜNE     | 4,6              | 4,8               |
| Raimund Tomczak   | FDP       | 1,6              | 1,5               |
| Klaus Beier       | NPD       | 3,0              | 3,0               |
| Christina Gericke | BVB/FW    | 6,8              | 3,5               |
|                   | REP       |                  | 0,1               |
|                   | DKP       |                  | 0,4               |
| Andreas Kalbitz   | AfD       | 10,4             | 12,7              |
|                   | PIRATEN   |                  | 1,4               |

## Landtagswahl 2009
Bei der Landtagswahl 2009 wurde Gerlinde Stobrawa im Wahlkreis direkt gewählt.
Die weiteren Wahlkreisergebnisse:
| Direktkandidat         | Partei              | Erststimmen in % | Zweitstimmen in % |
| ---------------------- | ------------------- | ---------------- | ----------------- |
| Klaus Ness             | SPD                 | 27,1             | 32,3              |
| Gerlinde Stobrawa      | Die Linke           | 32,5             | 29,7              |
| Sebastian Jarantowski  | CDU                 | 21,3             | 18,4              |
| -                      | DVU                 | -                | 01,3              |
| Sigrid Henße           | GRÜNE               | 06,5             | 05,3              |
| Raimund Tomczak        | FDP                 | 08,1             | 07,6              |
| -                      | 50 Plus             | -                | 00,6              |
| -                      | DKP                 | -                | 00,1              |
| -                      | REP                 | -                | 00,2              |
| -                      | Die-Volksinitiative | -                | 00,2              |
| Sven-Gunnar Haverlandt | NPD                 | 03,0             | 02,8              |
| -                      | RRP                 | -                | 00,4              |
| Alexander Schneider    | Freie Wähler        | 01,5             | 01,1              |

## Landtagswahl 2004
Die Landtagswahl 2004 hatte folgendes Ergebnis:
| Direktkandidat  | Partei          | Erststimmen in % | Zweitstimmen in % |
| --------------- | --------------- | ---------------- | ----------------- |
| Frank Bettin    | SPD             | 28,0             | 31,7              |
| Detlef Karney   | CDU             | 20,1             | 17,5              |
| Kerstin Osten   | PDS             | 35,9             | 30,5              |
| –               | DVU             | –                | 05,8              |
| Sigrid Henße    | GRÜNE           | 03,9             | 03,0              |
| Raimund Tomczak | FDP             | 05,5             | 03,3              |
| Stephan Schötz  | AfW             | 06,7             | 02,2              |
| –               | AUB-Brandenburg | –                | 00,6              |
| –               | DKP             | –                | 00,2              |
| –               | GRAUE           | –                | 00,9              |
| –               | FAMILIE         | –                | 02,5              |
| –               | 50 Plus         | –                | 00,8              |
| –               | JA              | –                | 00,3              |
| –               | Offensive D     | –                | 00,2              |
| –               | BRB             | –                | 00,4              |